# Transcriptie (biologie)
Transcriptie is het biologische proces waarbij de nucleotidevolgorde van een stuk DNA naar messenger-RNA (mRNA) wordt overgeschreven. Het mRNA is een boodschappermolecuul dat informatie uit het DNA overbrengt naar het ribosoom, de plaats waar eiwitsynthese plaatsvindt. Transcriptie is een van de eerste stappen van genexpressie. Het vindt plaats in alle bekende organismen volgens dezelfde hoofdprincipes.
Zowel DNA als RNA zijn nucleïnezuren: lange polymeren van nucleotiden waarin genetische informatie is opgeslagen. Tijdens de transcriptie wordt de volgorde van nucleotiden in het DNA afgelezen door een enzym genaamd RNA-polymerase. Dit enzym produceert dan een enkelstrengse, complementaire RNA-keten. Deze RNA-keten is een kopie van een stuk DNA en wordt dan ook het RNA-transcript genoemd.
Het stuk DNA dat tijdens transcriptie wordt overgeschreven, maakt deel uit van een gen. Als het gen codeert voor een eiwit, ontstaat tijdens de transcriptie mRNA. Het mRNA dient op zijn beurt als een sjabloon voor de aanmaak van eiwitten via translatie. Een gen kan ook coderen voor een ander RNA-molecuul zoals microRNA, ribosomaal RNA (rRNA), transfer-RNA (tRNA). Deze RNA-moleculen coderen niet voor eiwitten, maar vervullen een eigen functie in de cel.

## Algemene werking
Transcriptie begint wanneer het enzym RNA-polymerase bindt aan een specifieke volgorde van stikstofbasen in het DNA. Zo’n plaats in het DNA heet de promotor. De promotor ligt voor het gen dat afgeschreven gaat worden. De herkenning van de promotor vindt plaats door bepaalde DNA-bindende eiwitten: de sigmafactor in prokaryoten en transcriptiefactoren in eukaryoten. Zij markeren de start van de transcriptie.
Als RNA-polymerase zich aan een promotor heeft gebonden, verbreekt het vanaf die plaats de waterstofbruggen tussen de twee DNA-ketens. De helixstructuur verdwijnt en de ketens gaan uit elkaar. Het RNA-polymerase leest een van de DNA-strengen, de matrijsstreng (template) af in de richting 3’ naar 5’. De andere streng, die niet wordt afgelezen, is de coderende streng. Het RNA-polymerase bindt vrije ribonucleotiden uit het kernplasma aan de DNA-nucleotiden van de matrijsstreng. Op deze manier wordt de nieuwe mRNA-streng in de 5’ → 3’-richting gesynthetiseerd. Het RNA-polymerase schuift steeds verder langs het DNA totdat het einde van het gen is bereikt.
Doordat het RNA-polymerase opnieuw een specifieke volgorde van stikstofbasen in het DNA tegenkomt (de terminator), stopt de transcriptie. RNA-polymerase laat dan los en het gevormde RNA-molecuul verlaat het enzym. Zodra het enzym voorbij geweest is, neemt het DNA zijn oorspronkelijke vorm weer aan. Bij eukaryoten zoals planten en dieren moet het chromatine eerst lokaal worden gedespiraliseerd om transcriptie mogelijk te maken. De mate van ontvouwing bepaalt hoe vaak en welk stuk DNA getranscribeerd zal worden.

## Transcriptie in eukaryoten
Transcriptie wordt uitgevoerd door DNA-afhankelijke RNA-polymerasen. Deze RNA-polymerasen synthetiseren een streng van ribonucleotiden. Eukaryotische cellen bevatten vijf verschillende soorten RNA-polymerasen, t.w. RNA-polymerase I, II, III, IV en V, waarbij IV en V alleen bij planten voorkomen.

### Transcriptie-enzymen
- RNA-polymerase I transcribeert een rRNA-streng met een sedimentatiecoëfficiënt van 45S. Deze 45S-rRNA-streng is een voorloper van een drietal ribosomale RNA's met allemaal een verschillende sedimentatiecoëfficiënt (5.8S-rRNA / 18S-rRNA / 28S-rRNA). Door RNA-modificatie wordt uit de 45S-rRNA-streng de drie verschillende rRNA's verkregen.
- RNA-polymerase II transcribeert hnRNA, die na RNA-modificatie fungeert als mRNA. Ook transcribeert dit enzym snRNA-voorlopers, die gemodificeerd wordt tot snRNA.
- RNA-polymerase III synthetiseert voorlopers, die na RNA-modificatie, werkzaam zijn als tRNA, 5S rRNA en bepaalde snRNA's.
- RNA-polymerase IV is betrokken is bij de productie van small interfering RNA (siRNA) bij planten.
- RNA-polymerase V is betrokken bij de siRNA-directe de-novomethylering in planten, dat leidt tot heterochromatische silencing.[1]

### Mechanisme
Polymerase hecht zich aan het promotorgebied van het DNA. Dit bevindt zich aan het 5'-einde van de coderende streng. Een specifieke sequentie in het DNA draagt bij aan de binding van het polymerase, de zogenoemde TATA-box (basenvolgorde '..TATAAA..'). Dit is tevens het beginpunt van de  transcriptie voor het synthetiseren van RNA.

#### Initiatie

Simpel diagram van de initiatie met promotor elementen en RNAP (RNAP = RNA-polymerase)

Er zijn verschillende eiwitten bij betrokken om de RNA-polymerase te kunnen laten aankoppelen en te laten starten. Bij bacteriën is de sigmafactor een initiatiefactor die verantwoordelijk is voor de specificiteit van de RNA-polymerase, zodat dit aan promotors kan binden en de juiste genen kan transcriberen. Verschillende sigmafactoren worden geactiveerd als reactie op verschillende omstandigheden van het organisme. Ieder RNA-polymerase molecuul kan met een sigmafactor binden.
Naast de sigmafactor zijn de basale transcriptiefactoren van belang. Samen met de RNA-polymerase vormen zij het basale transcriptiecomplex. Aan het einde van de wisselwerkingsacties is de initiatiefase voltooid en wordt de RNA-polymerase een aantal malen gefosforyleerd, waardoor het zich kan losmaken van het basale transcriptiecomplex.

#### Elongatie

Simpel diagram van de elongatie (RNAP = RNA-polymerase)

De RNA-synthese kan worden gestart en de RNA-streng groeit in 5' → 3'-richting. Deze fase wordt elongatie genoemd. Tijdens de elongatie moet telkens het dubbelstrengs-DNA uit elkaar worden gehouden vlak voor de RNA-polymerase. Dit wordt door een transcriptiefactor bewerkstelligd, namelijk TFIIH (transcriptiefactor II met helicase activiteit)
Vlak na de elongatie wordt aan het 5'-einde van de RNA-synthetiserende streng een beschermingselement aangebracht, een kap (cap).

#### Terminatie

Simpel diagram van de terminatie (RNAP = RNA-polymerase)

De elongatie stopt wanneer de polymerase wederom een specifieke sequentie tegenkomt. Deze basenvolgorde wordt polyadenyleringssequentie genoemd en dient als stopsignaal (basenvolgorde = '..AATAA..')
De laatste fase van de transcriptie is in werking getreden en wordt terminatie genoemd. Hier eindigt de transcriptie en het gesynthetiseerde RNA wordt afgesplitst. Kort daarop wordt ook de RNA-polymerase afgekoppeld.

### Transcriptiecontrole
Er zijn enhancers als de GC-box en silencers aanwezig op het DNA die de frequentie van het aanvangen van transcriptie bepalen en zo de mate van expressie van het gen. Ook omvat het transcriptie-complex naast RNA-polymerase nog veel meer eiwitten, de activatoren zoals Sp1, coactivatoren, een TATA-bindend eiwit en vijf andere basale factoren.

### RNA-modificatie
Ook komen er in het pre-mRNA nog introns voor, die niet betrokken zijn bij de codering van een eiwit en door splicing uit het pre-mRNA geknipt worden.